# Pseudodryas olivacea
Pseudodryas olivacea är en fjärilsart som beskrevs av Heinrich Benno Möschler 1878. Pseudodryas olivacea ingår i släktet Pseudodryas och familjen tandspinnare. Inga underarter finns listade i Catalogue of Life.